# C/1963 R1 Pereyra
C/1963 R1 (Pereyra) è una cometa appartenente alla famiglia di comete Kreutz. Il nucleo della cometa si sarebbe frammentato in due pezzi ma questo fatto non è certo.
La sua orbita è retrograda, il suo periodo di rivoluzione, che non è stato possibile determinare con precisione, è compreso tra gli 800 e i 900 anni.